# Kirbya unicolor
Kirbya unicolor là một loài ruồi trong họ Tachinidae.